# المقرر الخاص المعني ببيع الأطفال وبغاء الأطفال واستغلال الأطفال في المواد الإباحية
يعمل المقرر الخاص المعني ببيع الأطفال وبغاء الأطفال واستغلال الأطفال في المواد الإباحية نيابة عن مجلس حقوق الإنسان التابع للأمم المتحدة للتحقيق في استغلال الأطفال في جميع أنحاء العالم وتقديم توصيات إلى الحكومات بشأن كيفية إنهاء هذه الممارسات. 
أنشئت هذه الوظيفة في عام 1990 من قبل لجنة حقوق الإنسان السابقة التابعة للأمم المتحدة وسط قلق دولي متزايد بشأن الاستغلال الجنسي التجاري وبيع الأطفال. وقد جاء ذلك في أعقاب اعتماد الجمعية العامة للأمم المتحدة في 20 تشرين الثاني / نوفمبر 1989 لاتفاقية حقوق الطفل. يقر هذا الصك الدولي بأنه «يوجد في جميع دول العالم أطفال يعيشون في ظروف صعبة للغاية، وأن هؤلاء الأطفال يحتاجون إلى اعتبار خاص». بحلول عام 2000 ، وقعت كل دولة في العالم تقريبا ووافقت على الالتزام بأحكام الاتفاقية.
المقرر الخاص مطلوب للتحقيق في استغلال الأطفال في جميع أنحاء العالم وتقديم تقارير عن النتائج إلى الجمعية العامة ولجنة الأمم المتحدة لحقوق الإنسان، وتقديم توصيات لحماية حقوق الأطفال المعنيين. وتستهدف هذه التوصيات الحكومات وهيئات الأمم المتحدة الأخرى والمنظمات غير الحكومية.
المقرر الخاص الحالي هو Maud de Boer-Buquicchio.